# Valentin Iglinskiy
Valentin Iglinskiy (12 de mayo de 1984) es un ciclista kazajo. Es hermano del también ciclista profesional Maxim Iglinskiy.

## Biografía
Firmó a finales de 2008, por el nuevo equipo TelTeck-H20. Se encontraba sin equipo para la temporada 2009, sin embargo corrió ese año con el equipo de Kazajistán, con el que ganó once victorias. Fichó por el equipo Astana de categoría UCI ProTeam en 2010 y se hizo con la victoria en el Tour de Hainan en dos oportunidades. En 2013 pasó al equipo francés Ag2r La Mondiale, y tras una temporada regresó al Astana.
El 10 de septiembre de 2014 se anunció un positivo por EPO durante la disputa del Eneco Tour. El ciclista admitió el consumo de dicha sustancia por cuenta propia. El Team Astana, equipo al que pertenece anunció su despido de forma inmediata, mientras que la federación de Kazajistán lo suspendió por 4 años.

## Palmarés
| 2003 - 3.º en el Campeonato de Kazajistán en Ruta 2004 - 1 etapa del Tour de Grecia 2006 - 1 etapa del Tour de Hainan 2007 - 2 etapas del Tour de Japón - 2 etapas del Tour de Bulgaria - 3.º en el Campeonato de Kazajistán en Ruta 2008 - 1 etapa del Tour de Loir-et-Cher - 2 etapas de la Vuelta a Navarra | 2009 - Tour de Kumano, más 3 etapas - 3 etapas de la Vuelta a Serbia - 2 etapas de la Vuelta al Lago Qinghai - 2 etapas del Tour de Bulgaria - 3.º en el Campeonato Asiático en ruta 2010 - Tour de Hainan, más 1 etapa 2011 - 1 etapa del Tour de Turquía - Tour de Hainan, más 1 etapa |

## Resultados en Grandes Vueltas y Campeonatos del Mundo
| Carrera         | Carrera         | 2004 | 2005 | 2006 | 2007 | 2008 | 2009 | 2010  | 2011 | 2012 | 2013 | 2014 |
| --------------- | --------------- | ---- | ---- | ---- | ---- | ---- | ---- | ----- | ---- | ---- | ---- | ---- |
|                 | Giro de Italia  | —    | —    | —    | —    | —    | —    | Ab.   | —    | —    | —    | —    |
|                 | Tour de Francia | —    | —    | —    | —    | —    | —    | —     | —    | —    | —    | —    |
|                 | Vuelta a España | —    | —    | —    | —    | —    | —    | 153.º | —    | —    | —    | —    |
| Mundial en Ruta | Mundial en Ruta | —    | —    | —    | —    | —    | Ab.  | Ab.   | —    | —    | —    | —    |

—: no participa

Ab.: abandono